# Bergisch Gladbach
Bergisch Gladbach (uitspraakⓘ) is een stad en gemeente in de Duitse deelstaat Noordrijn-Westfalen. Het is de Kreisstadt van het Rheinisch-Bergischer Kreis. De gemeente telt 111.636 inwoners (31 december 2020) op een oppervlakte van 83,11 km².

## Stadsdelen
- Statistischer Bezirk 1: Hand, Katterbach, Nußbaum, Paffrath, Schildgen
- Statistischer Bezirk 2: Gronau, Hebborn, Heidkamp, Stadtmitte
- Statistischer Bezirk 3: Herrenstrunden, Romaney, Sand
- Statistischer Bezirk 4: Asselborn, Bärbroich, Herkenrath
- Statistischer Bezirk 5: Bensberg, Bockenberg, Kaule, Lückerath, Moitzfeld
- Statistischer Bezirk 6: Alt-Refrath, Frankenforst, Kippekausen, Lustheide, Refrath

## Spoorlijnen
Bergisch Gladbach wordt bediend door lijn S11 en heeft een station: Bergisch Gladbach. Daarnaast is er een station in Druckterath. Van 1904-1958 werd de stad bediend door de interlokale tramlijn G naar Keulen.

## Partnersteden
Bergisch Gladbach is een partnerstad van:
- Bourgoin-Jallieu (Frankrijk)
- Joinville-le-Pont (Frankrijk)
- Limasol (Cyprus)
- Luton (Verenigd Koninkrijk)
- Marijampolė (Litouwen)
- Pszczyna (Polen)
- Runnymede (Verenigd Koninkrijk)
- Velsen (Nederland)

## Geboren in Bergisch Gladbach
- Caroline Kebekus (1980), cabaretière
- Dennie Christian (1956), zanger
- Georg Koch (1972), voetbaldoelman
- Heidi Klum (1973), fotomodel
- Jessica De Rooij (1981), filmcomponiste
- Tim Wiese (1981), worstelaar
- Artur Gajek (1985), wielrenner
- Fabian Hambüchen (1987), turner
- Mats Hummels (1988), voetballer
- Bastian Oczipka (1989), voetballer
- Tibor Pleiß (1989), basketballer
- Paul Berg (1991), snowboarder
- Tim Handwerker (1998), voetballer

## Galerij

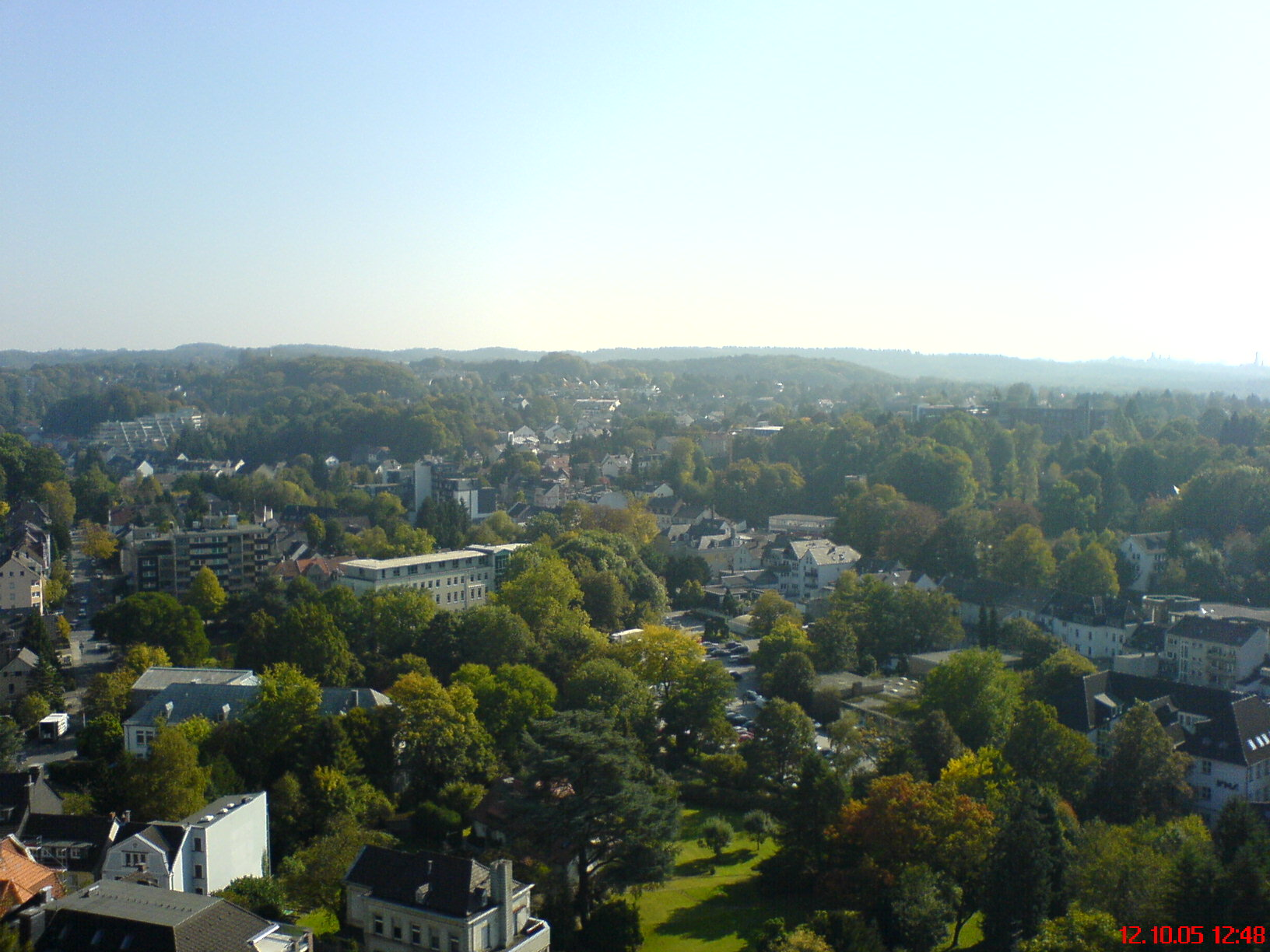
Gezicht op Bergisch Gladbach
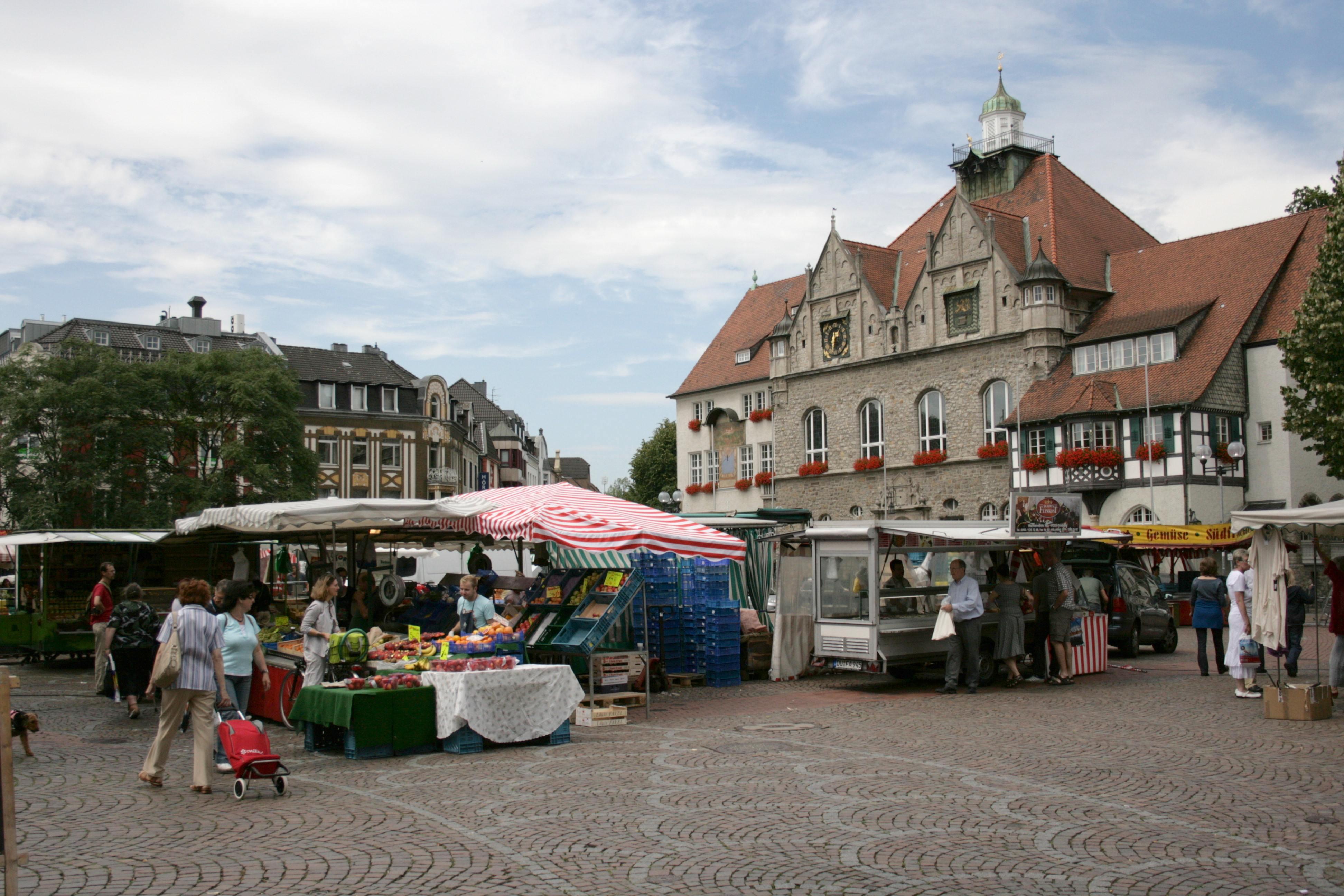
Konrad Adenauer-Platz met oude raadhuis
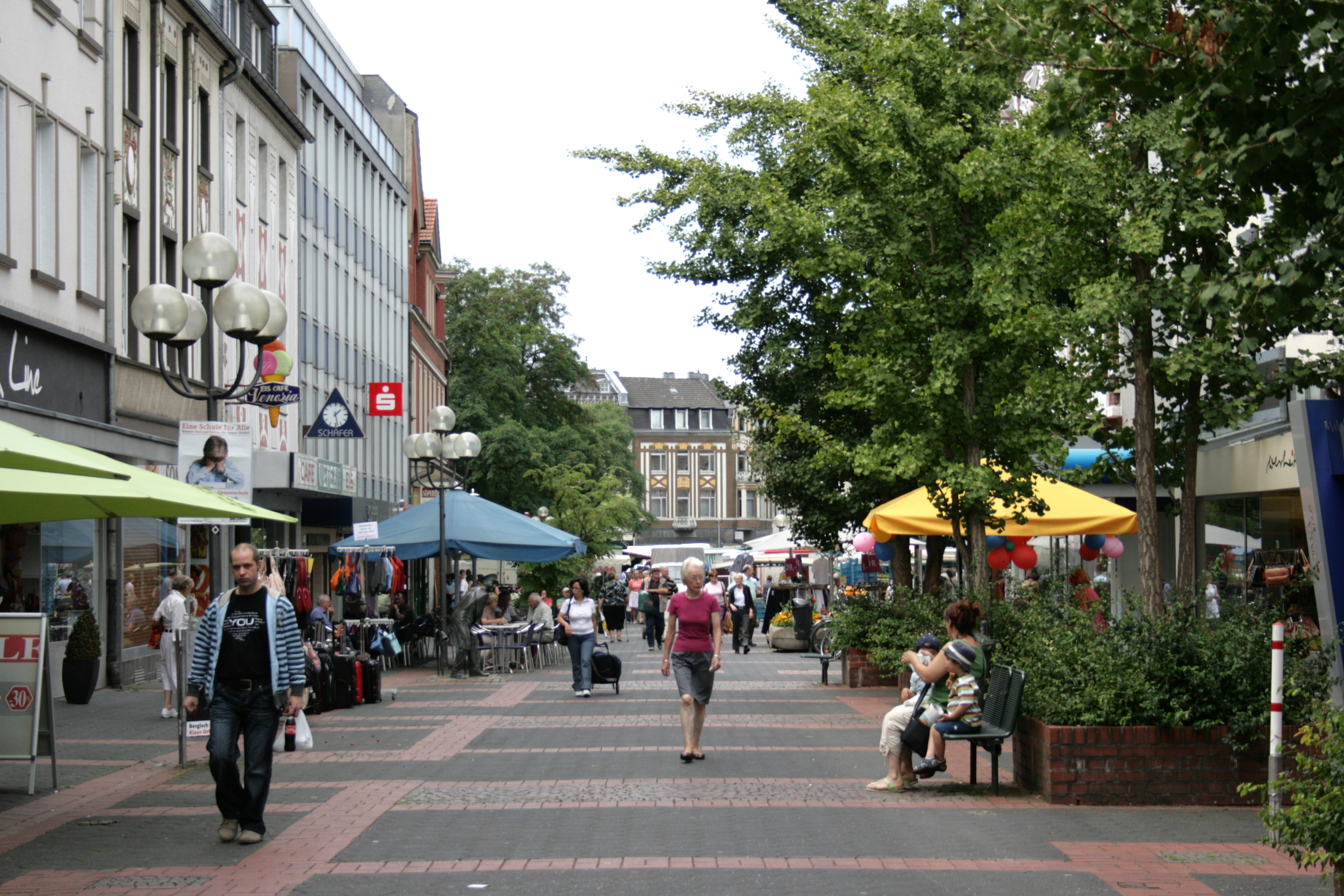
Hauptstraße
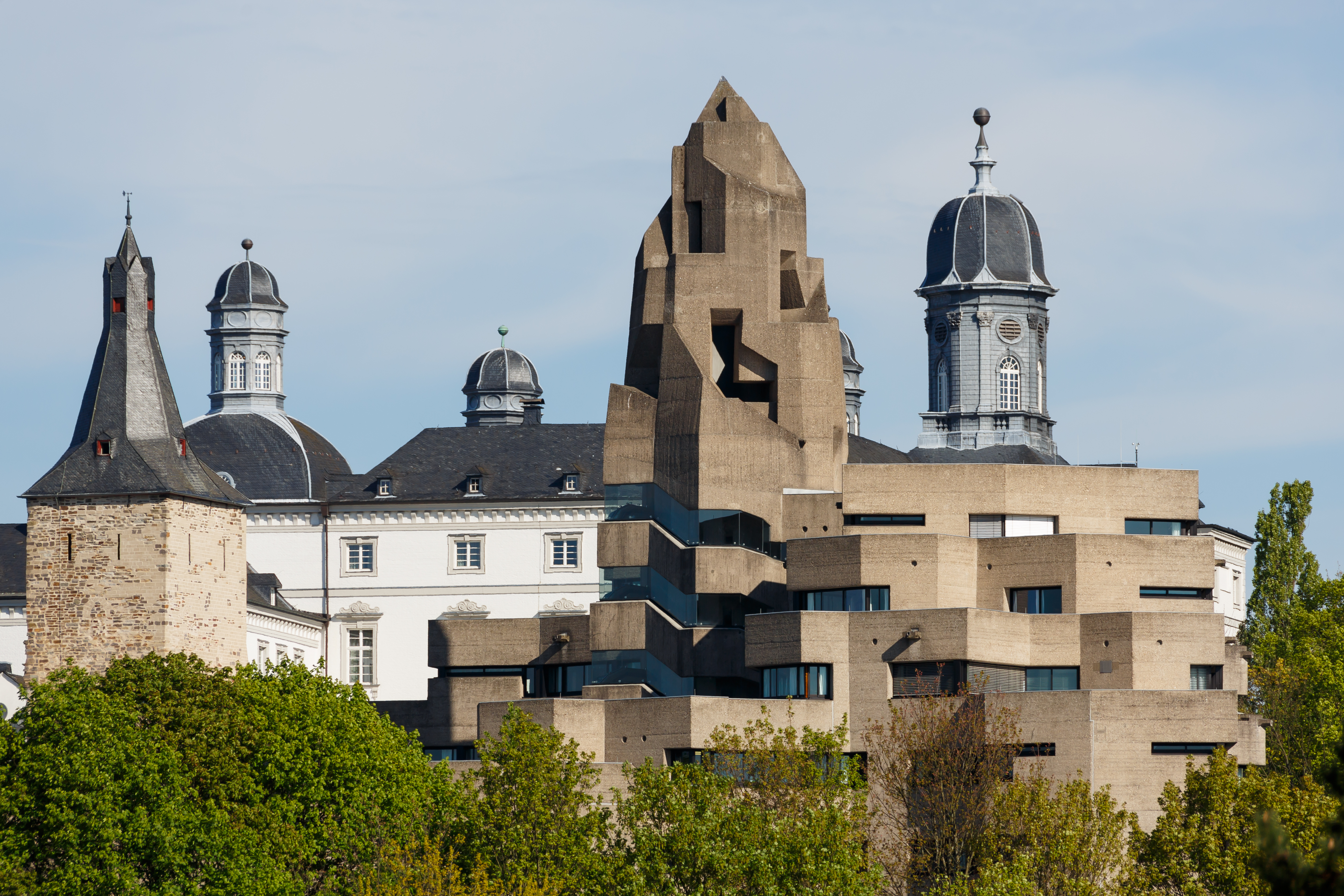
Nieuwe raadhuis
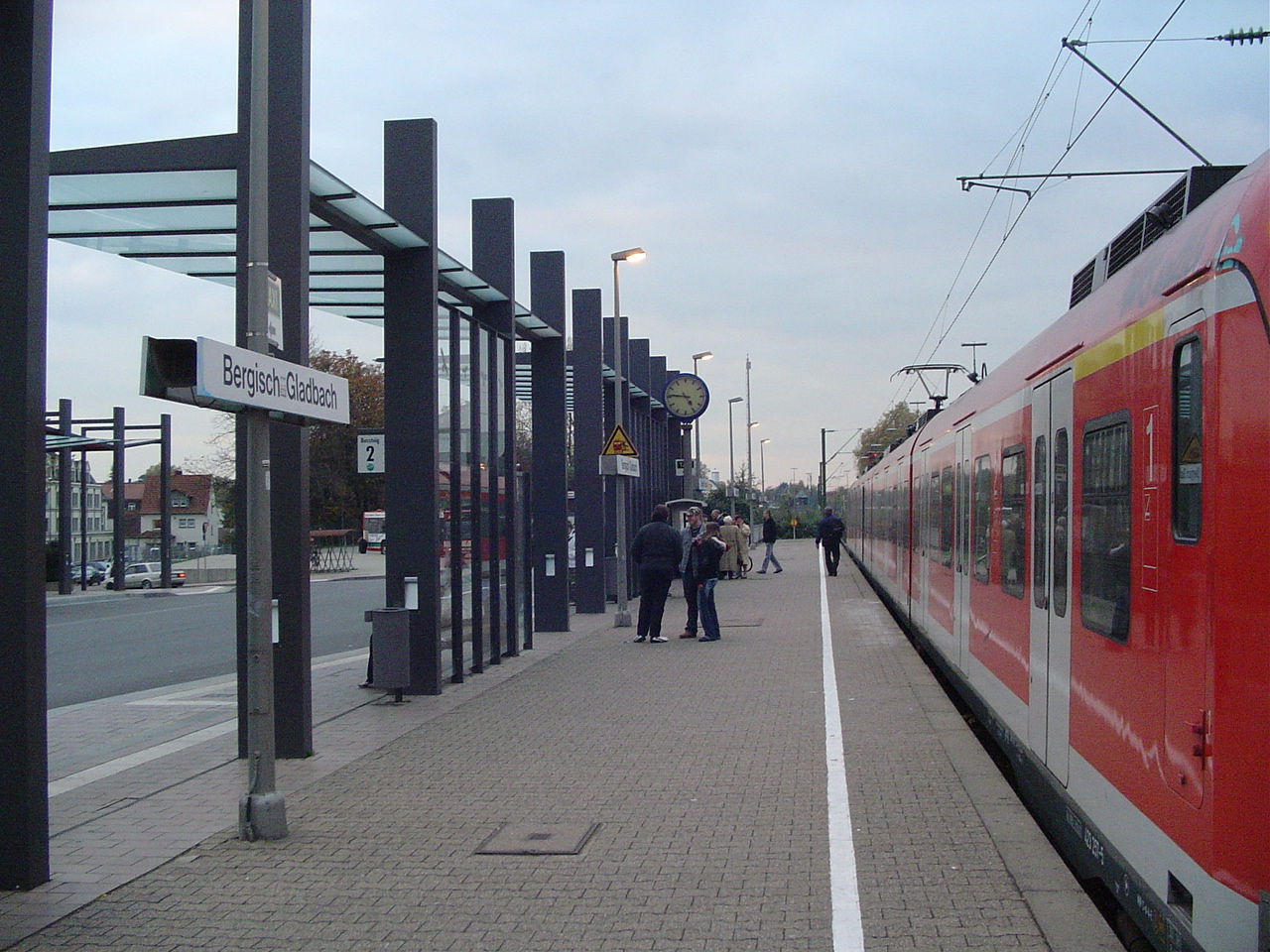
Station
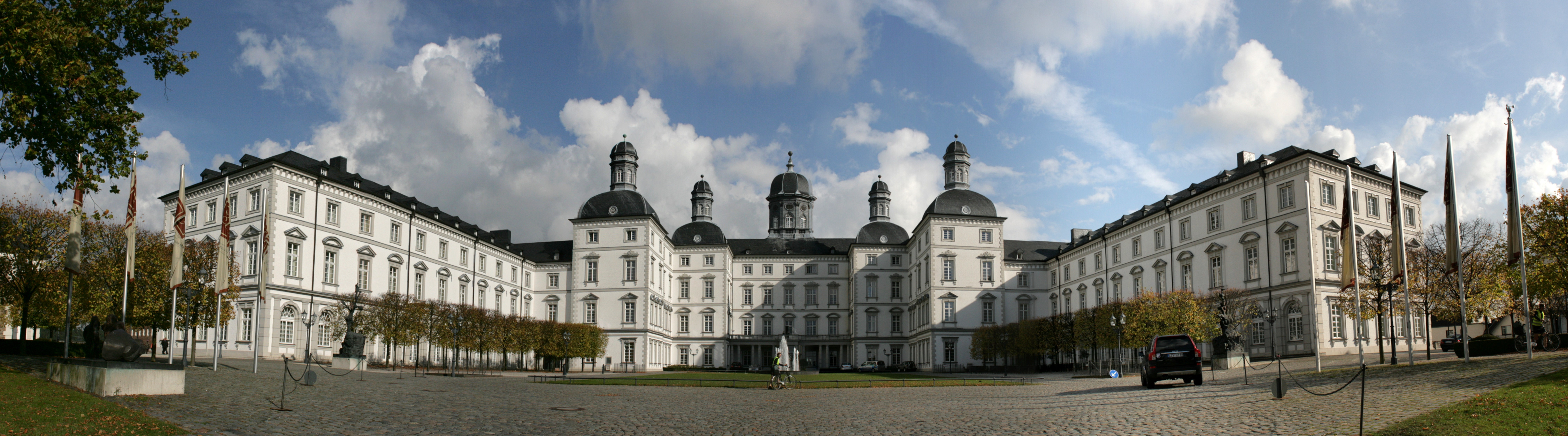
Schloss Bensberg